# Niedersächsisches Jugendsinfonieorchester
Das Niedersächsische Jugendsinfonieorchester (NJO) ist das Landesauswahlsinfonieorchester für Jugendliche aus Niedersachsen. Das Ensemble wurde 1968 gegründet. Es wird von der Landesmusikakademie Niedersachsen getragen.

## Geschichte
1968 wurde das Orchester anlässlich der Bundesschulmusikwoche in Hannover von Peter Koch in Trägerschaft des Landesmusikrats Niedersachsen gegründet. Vorbild war nach seinen Angaben ein Jugendmusikcamp in den USA. Das Orchester setzte sich aus Musikern aus ganz Niedersachsen zusammen, die sich regelmäßig zu Probenphasen und Konzerten trafen. Erster Dirigent von 1968 bis 1981 war Hans Herbert Jöris. Die erste Konzertreise fand 1974 statt und führte nach Norwegen. Höhepunkt war ein Konzert im Sendesaal des Norwegischen Rundfunks in Oslo mit dem Solisten Friedrich Sellheim. 1978 reiste das NJO durch fünf südostasiatische Länder. Anlässlich des 20-jährigen Jubiläums 1988 vertrat das Jugendorchester offiziell die Bundesrepublik Deutschland bei der 1000-Jahr-Feier der irischen Hauptstadt Dublin. 1989 folgte eine Reise nach Israel, 1993 eine Fahrt in die USA und nach Kanada. 1998 reiste das Orchester nach Prag, 2000 zum Europa-Cantat-Festival in Nevers, Frankreich, und 2003 nach Barcelona.
Seit 2003 besteht eine Orchesterpatenschaft mit dem Niedersächsischen Staatsorchester Hannover. 2005 wurde die Patenschaft im Rahmen der Initiative „tutti pro“ der Deutschen Orchestervereinigung und der Jeunesses Musicales International für die beispielhafte und erfolgreiche Zusammenarbeit ausgezeichnet.
Seit 2011 liegt die Trägerschaft bei der Landesmusikakademie Niedersachsen.

## Proben und Konzerte
Zweimal im Jahr, meist in den niedersächsischen Herbst- und Osterferien, kommt das Orchester zu Probenphasen zusammen. Im Anschluss an diese Arbeitsphasen gibt das Orchester meist vier bis fünf Konzerte. Es wird in der Regel in Niedersachsen und angrenzenden Bundesländern konzertiert, alle paar Jahre im Ausland. Zusätzlich zu den Arbeitsphasen, bei denen das gesamte Orchester anwesend ist, gibt es auch kleinere Projekte mit Kammermusikensembles oder einzelnen Stimmgruppen sowie weitere Projekte, für die dann meist auf Probenwochenenden geübt wird.

## Mitglieder
Das Niedersächsische Jugendsinfonieorchester nimmt begabte Instrumentalisten aus Niedersachsen im Alter von 14 bis 21 Jahren auf, die zuvor ein Probespiel, das jedes Jahr stattfindet, bestanden haben.

## Projekte
- 2001: George Gershwin: Porgy and Bess (unter Leitung von Kurt Masur)
- 2006: Gianni Schicchi: Opernprojekt in Kooperation mit der Hochschule für Musik, Theater und Medien Hannover
- 2008: Mitgestaltung der ZDF-Sendung „Weihnachten mit dem Bundespräsidenten“ am Heiligen Abend
- 2008: Ludwig van Beethoven: 9. Sinfonie (zu Silvester)
- 2009: Arthur Honegger: Le Roi David und L. v. Beethoven: 6. Sinfonie (auf dem Europa-Cantat-Festival)
- 2012: Johannes Brahms: Akademische Festouvertüre und Georges Bizet: L’Arlésienne
- 2016: Antonín Dvořák: 9. Sinfonie und Jörg Duda: Konzert Nr. 1 für Tuba und Orchester
- 2016: Johannes Brahms: 1. Sinfonie und L. v. Beethoven: 7. Sinfonie
- 2017: Felix Mendelssohn Bartholdy: Elias